# Текие дервишей в Евпатории
Текие́ де́рвишей — единственный в Крыму мусульманский монастырь (обитель) дервишей XV—XVI веков, объект культурного наследия народов России федерального значения. Расположен в городе Евпатории, на пересечении улиц Интернациональной и Караева.

## История
Обитель нищенствующих монахов мусульманского вероисповедания, единственный сохранившийся до наших дней в первозданном виде памятник подобного рода на территории Крыма. Исторический памятник состоит из трёх зданий: собственно текие, мечети и медресе. Текие отличается простотой своих монументальных форм, отсутствием украшений на фасадах и внутри. В плане приближается к квадрату. Верхняя часть, благодаря срезу углов, переходит в восьмигранник, который венчает мощный купол диаметром 9,5 м. Высота постройки — около 20 метров.
Внутри обители по периметру располагались одноэтажные сводчатые кельи дервишей. Помещения тёмные и тесные, пол из тесанных камней. Стрельчатый дверной проём каждой кельи выходит в зал. Одна келья имеет отдельный выход наружу, возможно, это келья шейха общины. Келья имеет одно окно и очаг. Здание перекрыто уплощённым куполом с черепичной кровлей. Помимо места обитания дервишей текие также служила странноприимным домом.
С запада к текие значительно позднее (конец XVIII века) была пристроена небольшая мечеть Шукурала Эфенди, о которой сейчас напоминают стены и находящийся у восточной стены частично обрушившийся минарет. Здание зального типа, прямоугольное в плане, со скромными интерьерами. Рядом с мечетью расположено здание медресе, в котором после проведения реставрационных работ расположен музей крымскотатарской культуры.
Просуществовав 300 лет, во время гонений на религию в 1930-е годы текие было закрыто и до последнего времени использовалось как складское помещение Черноморского флота. Здания текие и медресе в целом сохранились, в то время как мечеть была наполовину разрушена. В последние годы в здании текие был проведён небольшой ремонт, но полноценная реставрация до сих пор не проведена.

## Галерея

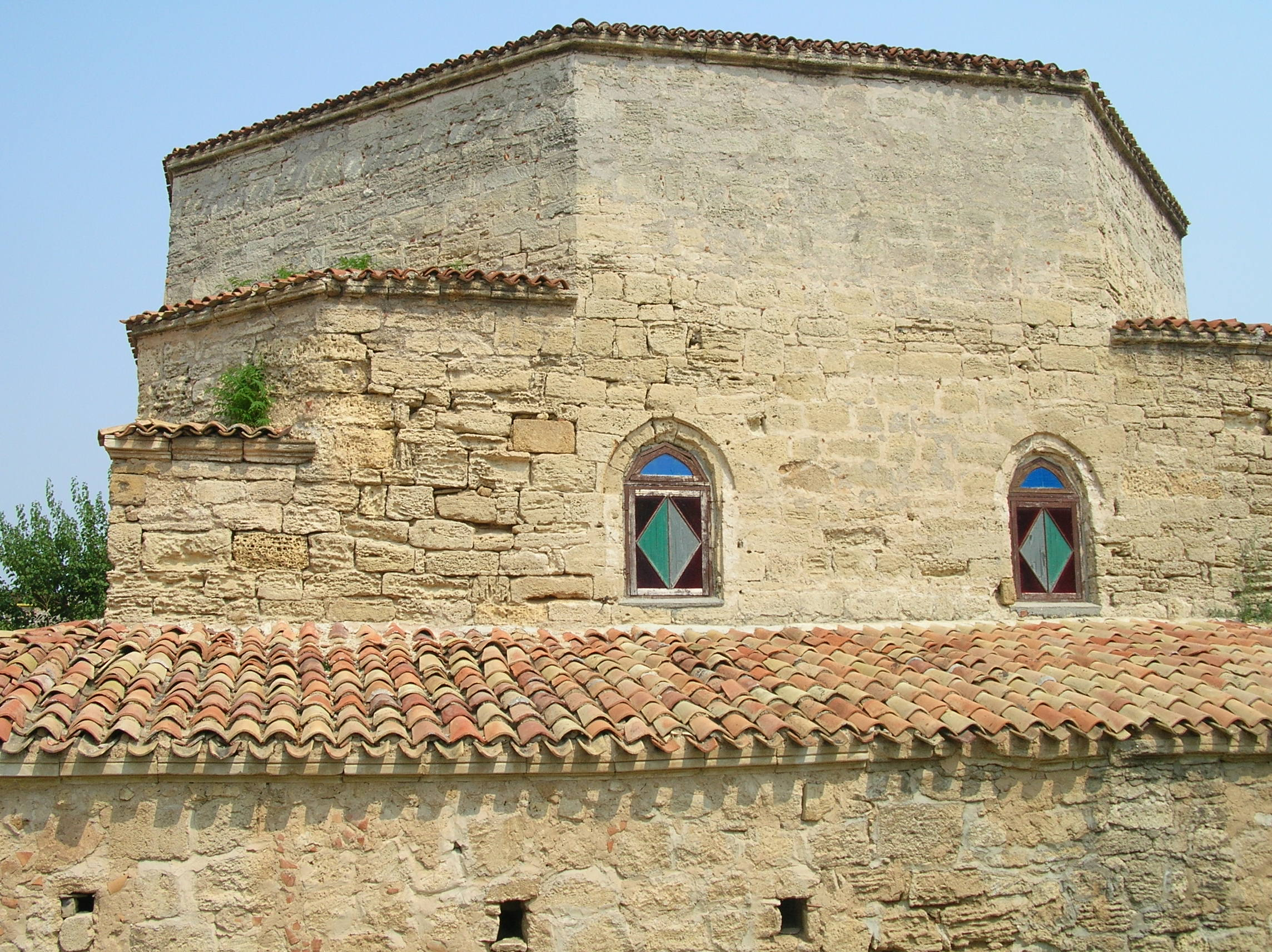
Текие дервишей
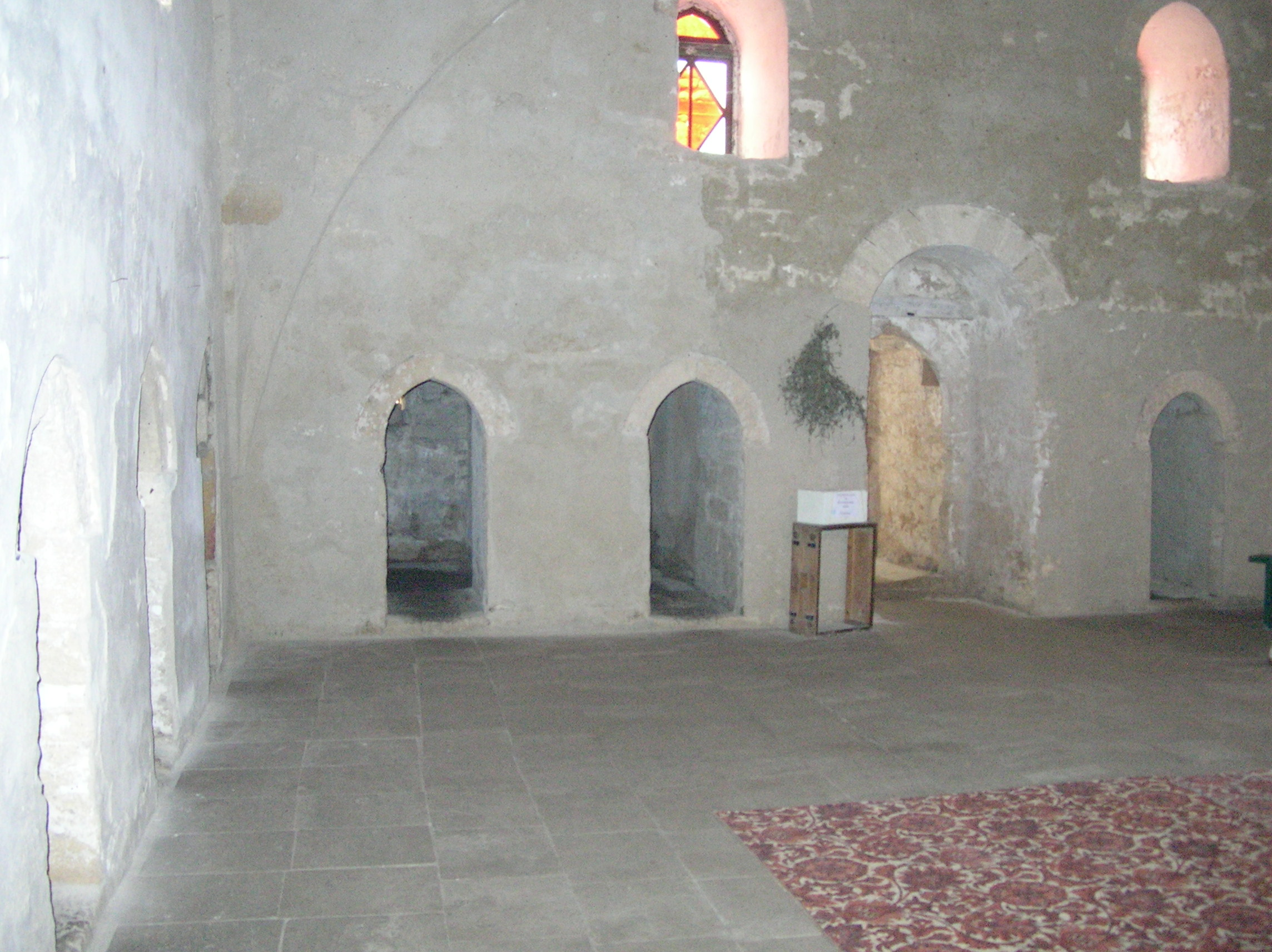
Внутреннее помещение текие дервишей в Евпатории
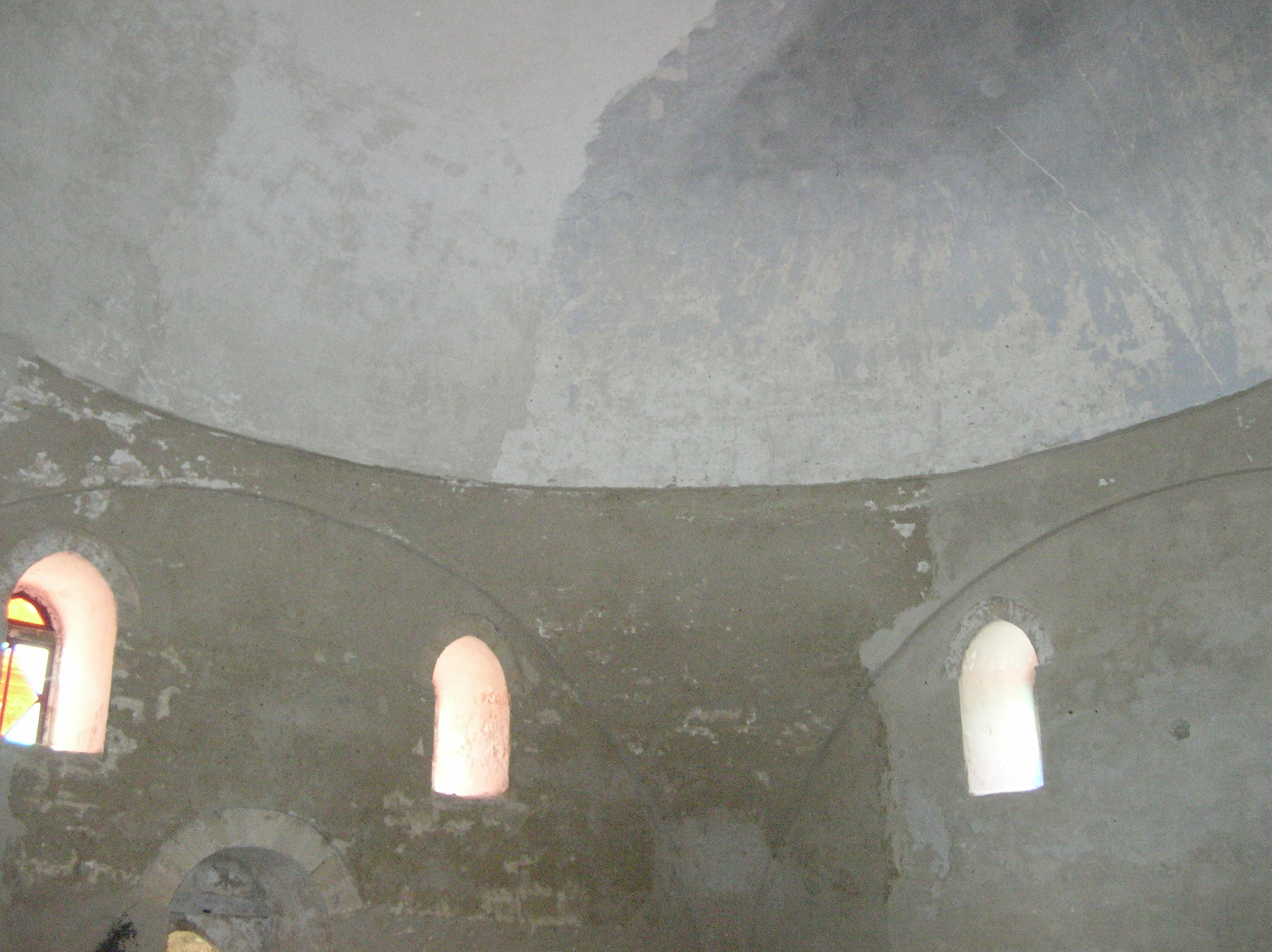
Часть купола и свода текие
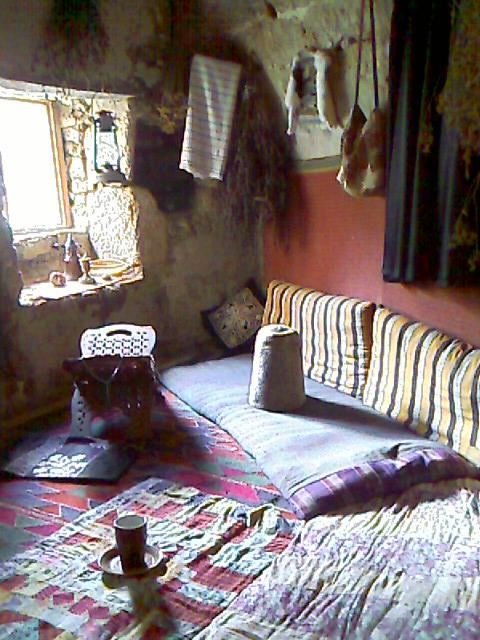
Современная реконструкция кельи шейха общины дервишей